# Döbereiners aansteker

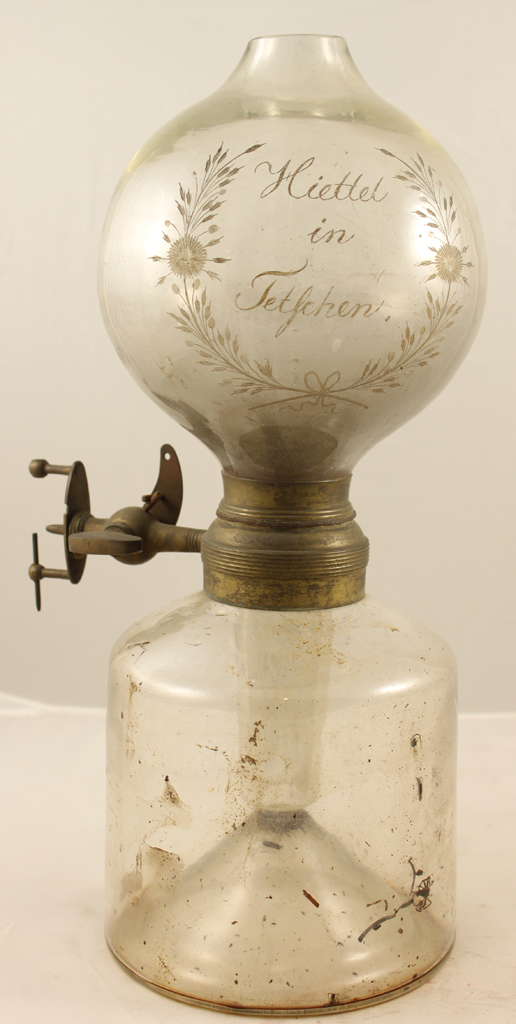
Döbereiners aansteker.

Döbereiners aansteker is een uitvinding van de Duitse chemicus Johann Wolfgang Döbereiner.
De ontsteking gebeurt door de reactie van waterstofgas op een platina spons. Döbereiner ontdekte dat als een straal van waterstof op 4 cm afstand op het platina werd gericht dit precies de juiste mix gaf met zuurstof, waardoor het platina eerst roodheet en daarna witheet werd en waarna het waterstof spontaan ontbrandde. Deze ontdekking waarbij vuur werd gemaakt zonder vuursteen en tondel of een zwavelstokje was een internationale sensatie.
De uitvinding werd gedaan in 1823 en de aansteker was tot ca. 1880 in productie.
De aansteker is te bezichtigen in het Deutsches Museum te München en in de oude apotheek van  slot Heidelberg.